# Jeremiah Russell

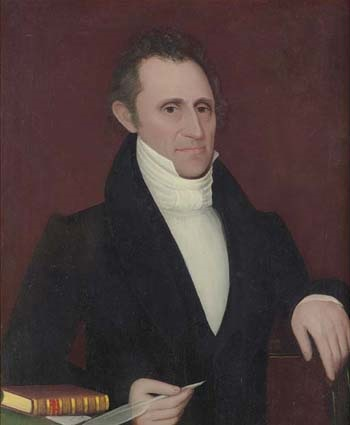
Jeremiah Russell

Jeremiah Russell (* 26. Januar 1786 in Saugerties, New York; † 30. September 1867 ebenda) war ein US-amerikanischer Politiker. Zwischen 1843 und 1845 vertrat er den Bundesstaat New York im US-Repräsentantenhaus.

## Werdegang
Jeremiah Russell wurde ungefähr zweieinhalb Jahre nach dem Ende des Unabhängigkeitskrieges in Saugerties geboren und wuchs dort auf. In dieser Zeit erhielt er eine bescheidene Schulbildung. Danach verfolgte er sowohl kaufmännische Geschäfte als auch Immobilien- und Bankgeschäfte. Er diente mehrere Amtszeiten als Town Supervisor. 1842 saß er in der New York State Assembly. Politisch gehörte er der Demokratischen Partei an.
Bei den Kongresswahlen des Jahres 1842 für den 28. Kongress wurde Russell im zehnten Wahlbezirk von New York in das US-Repräsentantenhaus in Washington, D.C. gewählt, wo er am 4. März 1843 die Nachfolge von Daniel D. Barnard antrat. Im Jahr 1844 erlitt er bei seiner Wiederwahlkandidatur eine Niederlage und schied nach dem 3. März 1845 aus dem Kongress aus.
Nach seiner Kongresszeit ging er Bankgeschäften nach. Er starb am 30. September 1867 in Saugerties und wurde auf dem Mountain View Cemetery beigesetzt. Zu jenem Zeitpunkt war der Bürgerkrieg ungefähr zwei Jahre zu Ende.